# Adolphe-Alphonse Goupy de Beauvolers
Jonkheer Adolphe Alphonse François Goupy de Beauvolers (Brussel, 4 juli 1796 - Sint-Joost-ten-Node, 22 maart 1869) was burgemeester van Sint-Kruis.

## Levensloop
Adolphe-Alphonse Goupy was de zoon van de officier Joseph Goupy (1769-1827) en van Marie-Claire le Roy, Dame van Beauvolers (1773-1798). Joseph bekwam adelerkenning in 1822 onder de naam Goupy de Beauvolers.
In 1822 trouwde hij met Adèle van Outryve d'Ydewalle (1798-1828), dochter van Emmanuel-Louis van Outryve d'Ydewalle. Ze kregen drie dochters en een zoon, burggraaf Adolphe Goupy de Beauvolers (1825-1894), die gouverneur van Limburg werd.
In 1830 werd Adolphe Goupy burgemeester van Sint-Kruis, een ambt dat hij tot in 1847 uitoefende. Hij werd opgevolgd door Marie Jean Visart de Bocarmé.
Goupy bewoonde het landgoed Puidenbroek. In het nabijgelegen Goed Ter Loo richtte hij een jeneverstokerij in. Hij stond bekend als landbouwdeskundige en was lid van de Hoge raad voor de landbouw. Hij was ook lid van de provinciale staten van West-Vlaanderen.
In 1834 werd hij hoofdman van de schuttersgilde van de Vrije Archiers van Sint-Sebastiaen, wat hij bleef tot in 1858.